# Das EFX
 Das EFX é um duo americano de hip hop. O grupo consiste dos rappers Skoob (também conhecido como Books, nascido William "Willie" Hines, 27 de Novembro de 1970) e Dray (também conhecido como Krazy Drayzy, nascido Andre Weston,  9 de Setembro de 1970). Eles chegaram a popularidade devido a afiliação com o Hit Squad do EPMD e seu lírico fuxo de consciência, que se tornou um dos mais influentes estilos na música hip hop durante o começo dos anos 90. O seu estilo combinava versos sem sentido com seu flow em ritmo acelerado (que incluia palavras terminadas com "-iggedy") e inúmeras referências a cultura pop.

## Discografia
| Informações do álbum |
| --- |
| Dead Serious - Lançado: 7 de Abril de 1992 - Certificação: Platina (RIAA) - Posição na Billboard 200: #16 - Posição na R&B/Hip-Hop: #1 - Singles: "They Want Efx"/"Jussummen", "Mic Checka", "Straight From Da Sewer"            |
| Straight Up Sewaside - Lançado: 16 de Novembro de 1993 - Certificação: - - Posição na Billboard 200: #20 - Posição na R&B/Hip-Hop: #6 - Singles: "Freakit"/"Gimme Dat Microphone", "Baknaffek", "Kaught In Da Ak"/"It'z Lik Dat" |
| Hold It Down - Lançado: 26 de Setembro de 1995 - Posição na Billboard 200: #22 - Posição na R&B/Hip-Hop: #4 - Singles: "Real Hip-Hop"/"No Diggedy", "Microphone Master"                                                          |
| Generation EFX - Lançado: 24 de Março de 1998 - Posição na Billboard 200: #48 - Posição na R&B/Hip-Hop: #10 - Singles: "Rap Scholar" (UK #42                                                                                     |
| How We Do - Lançado: 23 de Setembro de 2003 - Posição na Billboard 200: - - Posição na R&B/Hip-Hop: - - Singles: "East Coast Husslaz"/"How We Do"                                                                                |